# Municipio de Santa María Cortijo
El municipio de Santa María Cortijo es uno de los 570 municipios del estado mexicano de Oaxaca. Su cabecera es la localidad de Santa María Cortijo.

## Geografía
El municipio de Santa María Cortijo colinda al norte con el municipio de San Juan Bautista Lo de Soto, al este con el municipio de Santiago Llano Grande, al sur con los municipios de San José Estancia Grande y Santo Domingo Armenta, y al oeste con el Estado de Guerrero.

## Localidades
El municipio de Santa María Cortijo cuenta con dos localidades.
| Localidad           | Población (2020) |
| ------------------- | ---------------- |
| Santa María Cortijo | 1060             |
| Báscula Guadalupana | 7                |

## Gobierno
| Presidente municipal           | Periodo   | Partido | Partido                              |
| ------------------------------ | --------- | ------- | ------------------------------------ |
| Raúl Serrano Vargas            | 1929-1931 |         | Partido Nacional Revolucionario      |
| Eliseo Vargas                  | 1932-1933 |         | Partido Nacional Revolucionario      |
| Nabor Chávez                   | 1934-1935 |         | Partido Nacional Revolucionario      |
| Otilio Serrano                 | 1936-1937 |         | Partido de la Revolución Mexicana    |
| Serafín Ayona                  | 1938-1939 |         | Partido de la Revolución Mexicana    |
| Heladio Arellanes Rodríguez    | 1940-1942 |         | Partido de la Revolución Mexicana    |
| Otilio Serrano                 | 1943-1944 |         | Partido de la Revolución Mexicana    |
| Anastacio Alvarado             | 1945-1947 |         | Partido de la Revolución Mexicana    |
| Eligio Ayona Guzmán            | 1948-1950 |         | Partido Revolucionario Institucional |
| Otilio Serrano                 | 1951-1952 |         | Partido Revolucionario Institucional |
| Odilón Ayona Bracamontes       | 1953      |         | Partido Revolucionario Institucional |
| Federico Borgas                | 1954      |         | Partido Revolucionario Institucional |
| Romualdo Marichi               | 1955      |         | Partido Revolucionario Institucional |
| Raúl Serrano Vargas            | 1956-1957 |         | Partido Revolucionario Institucional |
| René Serrano                   | 1958      |         | Partido Revolucionario Institucional |
| Apolinar Ávila Salinas         | 1959-1961 |         | Partido Revolucionario Institucional |
| Genaro Serrano Guzmán          | 1962-1963 |         | Partido Revolucionario Institucional |
| Fulgencio Guzmán               | 1964-1965 |         | Partido Revolucionario Institucional |
| Odilón Serrano Guzmán          | 1966      |         | Partido Revolucionario Institucional |
| Ernestino Arellanes Ramírez    | 1967      |         | Partido Revolucionario Institucional |
| Odilón Ayona Bracamontes       | 1968      |         | Partido Revolucionario Institucional |
| Felicito Serrano Bracamontes   | 1969-1970 |         | Partido Revolucionario Institucional |
| Arturo Ayona Bracamonte        | 1971      |         | Partido Revolucionario Institucional |
| Albino Agustiniano             | 1972-1975 |         | Partido Revolucionario Institucional |
| Benjamín Vargas Clavel         | 1976-1977 |         | Partido Revolucionario Institucional |
| Odilón Serrano Guzmán          | 1978-1979 |         | Partido Revolucionario Institucional |
| Norberto Serrano Ayona         | 1980-1982 |         | Partido Revolucionario Institucional |
| Emiliano García Agustiniano    | 1983-1985 |         | Partido Revolucionario Institucional |
| Odilón Serrano Guzmán          | 1986-1988 |         | Partido Revolucionario Institucional |
| Teodoro Ávila Ayona            | 1989-1992 |         | Partido Revolucionario Institucional |
| Rolando Calixto Serrano Torres | 1993-1995 |         | Partido Revolucionario Institucional |
| Ángel Ayona García             | 1996-1998 |         | Partido Revolucionario Institucional |
| José María Magdaleno Rojas     | 1999-2001 |         | Partido Revolucionario Institucional |
| Adrián Eugenio Ayona           | 2002-2004 |         | Partido Acción Nacional              |
| Rolando Calixto Serrano Torres | 2005-2007 |         | Partido Revolucionario Institucional |
| Dulce Eufracia Vargas Ayona    | 2008-2010 |         | Partido de la Revolución Democrática |
| Sergio Arellanes Vargas        | 2011-2013 |         | Partido Unidad Popular               |
| Eugenio Ayona García           | 2014-2016 |         | Partido de la Revolución Democrática |
| Ramón Luis Serrano Torres      | 2017-2018 |         | Partido del Trabajo                  |
| Diana Luisa Vargas Ayona       | 2019-2021 |         | Movimiento Ciudadano                 |
| Elesban Carmona Torres         | 2022-2024 |         | Partido de la Revolución Democrática |